# Aktuality.sk
Aktuality.sk – portal informacyjny funkcjonujący na Słowacji, należący do Ringier Axel Springer Slovakia. Prezentuje aktualności krajowe i zagraniczne, analizy i komentarze, własne materiały wideo i fora dyskusyjne. W skład serwisu wchodzą także witryny: Šport.sk, Diva.sk, Badman.sk, Najmama.sk, Cestovanie.sk.
Należy do najpopularniejszych serwisów informacyjnych na Słowacji. Odwiedza go 1,25 mln realnych użytkowników. W rankingu Alexa był notowany globalnie na miejscu: 2708 (grudzień 2020), na Słowacji: 5 (grudzień 2020).
Został założony w 2005 r. w Żylinie. Według stanu na 2020 r. funkcję redaktora naczelnego pełni Peter Bárdy.